# دیوید اسکارف
دیوید اسکارف (انگلیسی: David Scarfe؛ زادهٔ ۲۶ نوامبر ۱۹۶۰) دوچرخه‌سوار اهل استرالیا است. وی در بازی‌های المپیک تابستانی ۱۹۸۰ شرکت کرده است.